# Estadística paramétrica
La estadística paramétrica comprende a los métodos de estadística inferencial que plantean como requisito que las variables estudiadas se ajusten a distribuciones teóricas conocidas. Estas distribuciones son determinadas usando un número finito de parámetros. Esto es, por ejemplo, si conocemos que la altura de las personas sigue una distribución normal, pero desconocemos cuál es la media y la desviación de dicha normal. La media y la desviación típica de la distribución normal son los dos parámetros que queremos estimar. Cuando desconocemos totalmente qué distribución siguen nuestros datos entonces deberemos aplicar primero un  test no paramétrico, que nos ayude a conocer primero la distribución. 
La mayoría de procedimientos paramétricos requiere conocer la forma de distribución para las mediciones resultantes de la población estudiada. Para la inferencia paramétrica es requerida como mínimo una escala de intervalo, esto quiere decir que nuestros datos deben tener un orden y una numeración del intervalo. Es decir nuestros datos pueden estar categorizados en: menores de 20 años, de 20 a 40 años, de 40 a 60, de 60 a 80, etc, ya que hay números con los cuales realizar cálculos estadísticos. Sin embargo, datos categorizados en: niños, jóvenes, adultos y ancianos no pueden ser interpretados mediante la estadística paramétrica ya que no se puede hallar un parámetro numérico (como por ejemplo la media de edad) cuando los datos no son numéricos.
Más información sobre escalas: Escala de medida

Es la que requiere que los elementos que integran las muestras contengan elementos parámetros o medibles. Puede resolver tres tipos de problemas:
- Estimación puntual: En la que pretendemos darle un valor al parámetro a estimar.
- Estimación por intervalos (buscamos un intervalo de confianza).
- Contraste de hipótesis, donde buscamos contrastar información acerca del parámetro.